# یابلوننه ف پودیشتیدی
یابلوننه ف پودیشتیدی (به چکی: Jablonné v Podještědí) یک منطقهٔ مسکونی در جمهوری چک است که در ناحیه لیبرتس واقع شده‌است. یابلوننه ف پودیشتیدی ۳٬۷۷۵ نفر جمعیت دارد.